# راتاناتشاي سور فربين
راتاناتشاي سور فربين (بالتايلندية: รัตนชัย ส.วรพิน)‏ مواليد 1 نوفمبر 1976 في تايلاند، هو ملاكم محترف تايلندي يصنف ضمن فئة وزن الديك. حقق بطولة منظمة الملاكمة العالمية.

## إحصائيات
خاض خلال مسيرته 87 نزالا، فاز في 75 ولم يتعادل وخسر في 12. فاز بالضربة القاضية في 50 نزالا.

## روابط خارجية
- راتاناتشاي سور فربين على موقع بوكس ريك (الإنجليزية) (registration required)